# Orca Browser
Orca Browser — бесплатный веб-браузер и RSS-агрегатор на движке Gecko, работающий под управлением Windows. Разработка Orca Browser была прекращена, на официальной странице размещено сообщение, предлагающие использовать Avant Browser, как подобный браузер, но обладающий лучшим функционалом.

## Возможности
- Синхронизация закладок, лент новостей, настроек и паролей с помощью Avant Online Storage.
- Собственный менеджер форм и паролей.
- Поддержка расширений Firefox.
- Блокировка рекламы и всплывающих окон.
- Восстановление окон после аварийного завершения работы программы.
- Удаление информации о посещённых сайтах.
- Менеджер прокси-серверов.

## Недостатки
- Относительно сложный интерфейс с большим числом кнопок.
- Неполная поддержка расширений Firefox.
- Использование тем оформления, несовместимых с Firefox.